# Penna in Teverina
Penna in Teverina est une commune de la province de Terni, dans la région Ombrie, en Italie.
Penna in Teverina est jumelée avec Saint Sauveur en Puisaye (Yonne) depuis 2018

## Administration
| Période                                  | Période  | Identité         | Étiquette          | Qualité |
| ---------------------------------------- | -------- | ---------------- | ------------------ | ------- |
| 14 juin 2004                             | En cours | Cesare Valeriani | Unione Democratica |         |
| Les données manquantes sont à compléter. |          |                  |                    |         |

### Communes limitrophes
Amelia, Giove, Orte.